# Proteïna DYRK1A

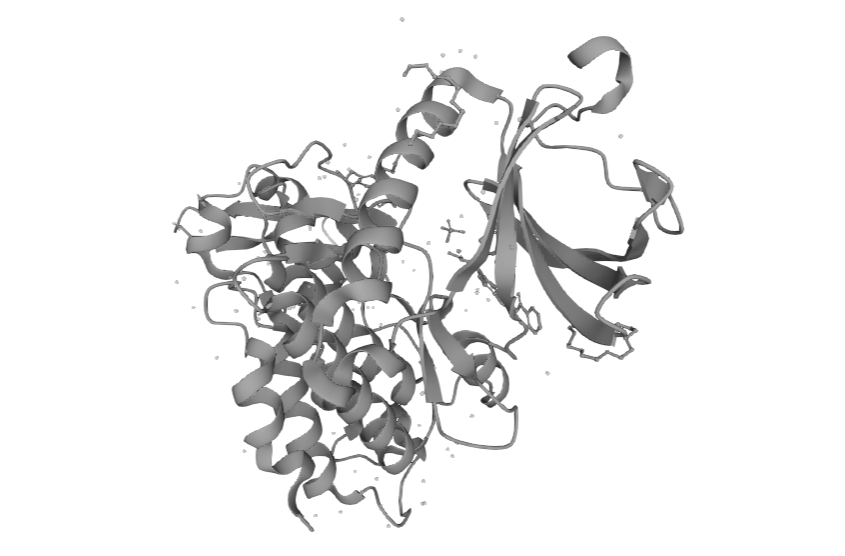
Proteïna DYRK1A

La proteïna DYRK1A (Dual-specificity tyrosine-phosphorylated and regulated kinase 1A) és un enzim cinasa de treonina/serina de la família DYRK, un subgrup de la superfamília de proteïnes cinases CMGC. És la proteïna millor caracteritzada d’entre tots els membres de la família DYRK.
És codificat pel gen DYRK1A, que té una seqüència de 150 kb amb 17 exons que codifiquen un transcrit que dona lloc a una proteïna de 763 aminoàcids amb un pes molecular de 85,6 kDa. Per un mecanisme de splicing alternatiu (exon-skipping) es produeix un segon transcrit que donarà lloc a una proteïna de 754 aminoàcids.
| DYRK1A              | DYRK1A |
| ------------------- | --- |
| Identificadors      | |
| Àlies               | DYRK1A, DYRK, DYRK1, HP86, MNB, MNBH, MRD7, dual-specificity tyrosine-phosphorylated and regulated kinase 1A. |
| Ontologia           | |
| Funcions moleculars | - Activitat de transferència - Activitat de les proteïnes quinases - Unió de nucleòtids - Activitat quinasa - Autoassociació de proteïnes - Activitat quinasa de la proteïna serina/treonina/tirosina - Unió proteïna tau - Unió ATP - Unió proteïnes idèntiques |

## Informació general
La família d’aquestes proteïnes es caracteritza per la seva especificitat dual, és a dir, poden fosforilar tant a substrats en residus de serina o treonina com autrofosforilar-se en residus de tirosina.
La proteïna DYRK1A conté una seqüència de localització nuclear, un domini de proteïna quinasa, una cremallera de leucina i una repetició d'histidina 13-consecutiva altament conservadora. Els empalmaments alternatius d'aquest gen generen diverses variants de transcripció que difereixen entre si a la 5'UTR o a la regió codificant 3'. Aquestes variants codifiquen per almenys cinc isoformes diferents.
L'enzim DYRK1A és important en el desenvolupament del sistema nerviós. La fosforilació que duu a terme sobre residus de serina/treonina i tirosina ajuda a controlar-ne l'activitat. Aquestes proteïnes, l'activitat de les quals és regulada per l'enzim, estan involucrades en diversos processos de les cèl·lules; inclòs el creixement i la divisió cel·lular (proliferació) i el procés pel qual les cèl·lules maduren per dur a terme funcions específiques (diferenciació).
La dosificació de la DYRK1A és fonamental al sistema nerviós central (SNC) durant el desenvolupament i l'envelliment. Com que es troba en un punt crític de molts processos importants, els errors genètics en la dosificació provoquen efectes devastadors derivats de la deficiència de DYRK1A, com a MRD7 (un trastorn de l'espectre autista), o de l'excés de DYRK1A, com a la Síndrome de Down. La desregulació dels nivells de DYRK1A també la trobem vinculada en malalties neurodegeneratives com l'Alzheimer i el Parkinson.

## Funció
La proteïna DYRK1A forma part de la família de quinases regulades per la fosforilació de tirosina (DYRK) de doble especificitat. L’addició d’un grup oxigen i un grup fosfat a altres proteïnes mitjançant un procés de fosforilació ajuda a regular l’activitat d’aquestes. Catalitza la seva autofosforilació sobre residus de serina, treonina i tirosina i té un paper important en una via de senyalització que regula la proliferació cel·lular i està implicat en el desenvolupament del cervell.
El gen DYRK1A proporciona les instruccions per la producció d'enzims importants en el desenvolupament del sistema nerviós. Les proteïnes regulades per l’activitat de l’enzim DYRK1A estan involucrades en diferents processos cel·lulars, inclosos el creixement i la divisió cel·lular i altres processos de maduració i diferenciació. En les neurones, l’enzim DYRK1A participa en la formació i maduració de les espines dendrítiques de les dendrites. Les dendrites són extensions especialitzades de les neurones i són essencials per la transmissió dels impulsos nerviosos. En concret, les espines dendrítiques son petites protuberàncies de les dendrites que ajuden a transmetre els impulsos nerviosos i incrementen la comunicació entre neurones.
DYRK1A es considera clau en etapes importants pel desenvolupament del cervell ja que controla la proliferació de progenitors neuronals, la migració de neurones, la seva dendritogènesi i la funció de sinapsi.

### Mutacions patogèniques en el gen DYRK1A
Hi ha 19 mutacions de novo (mutacions que són no-heredades) en aquest gen i, en concret, 5 mutacions de sentit equivocat. Les mutacions a l'extrem N-terminal del domini de la quinasa són més disruptives de la funció proteica i les mutacions dominants de novo a DYRK1A representen gairebé el 0,5% dels trastorns greus del desenvolupament a causa d'una funció de quinasa substancialment reduïda.
L'haploinsuficiència en DYRK1A s'associa a síndromes del desenvolupament i, tot i que el mecanisme d'acció de les mutacions patògenes no és clar actualment, s'ha demostrat que aquesta haploinsuficiència de DYRK1A en humans causa: discapacitat intel·lectual, retard del desenvolupament global, microcefàlia, restricció del creixement intrauterí, trets facials dismòrfics, retard/absència de la parla, autisme, convulsions febrils i malformacions oculars.
Cal destacar també que el gen es troba al cromosoma 21 i en la regió crítica de la Síndrome de Down, fent que també se'l pugui relacionar amb el desenvolupament del fenotip de Sindrome de Down quan es triplica el cromosoma.

## Localització subcel·lular
Inicialment, es pensava que aquesta proteïna es trobava majoritàriament al nucli cel·lular formant unes estructures anomenades “speckles” (agrupacions de proteïnes nuclears que formen un patró irregular). Avui en dia s’ha pogut comprovar que en les neurones es troba tant en el nucli com en el citoplasma. L’existència de substrats tan citosòlics com nuclears és el que ens confirma la seva doble localització i, a més a més, ens deostra que DYRK1A està involucrada en molts processos cel·lulars.

## Estructura proteica
L'anàlisi de l'estructura primària de DYRK1A mostra la presència dels 11 subdominis (I-XI) característics de la regió catalítica de les proteïnes quinasa en la regió de la cremallera de leucina. Entre els dominis VII i VIII hi trobem el loop d'activació, anomenat també "domini quinasa", que conté el senyal d'autofosforilació necessari per activar la funcionalitat de la quinasa.

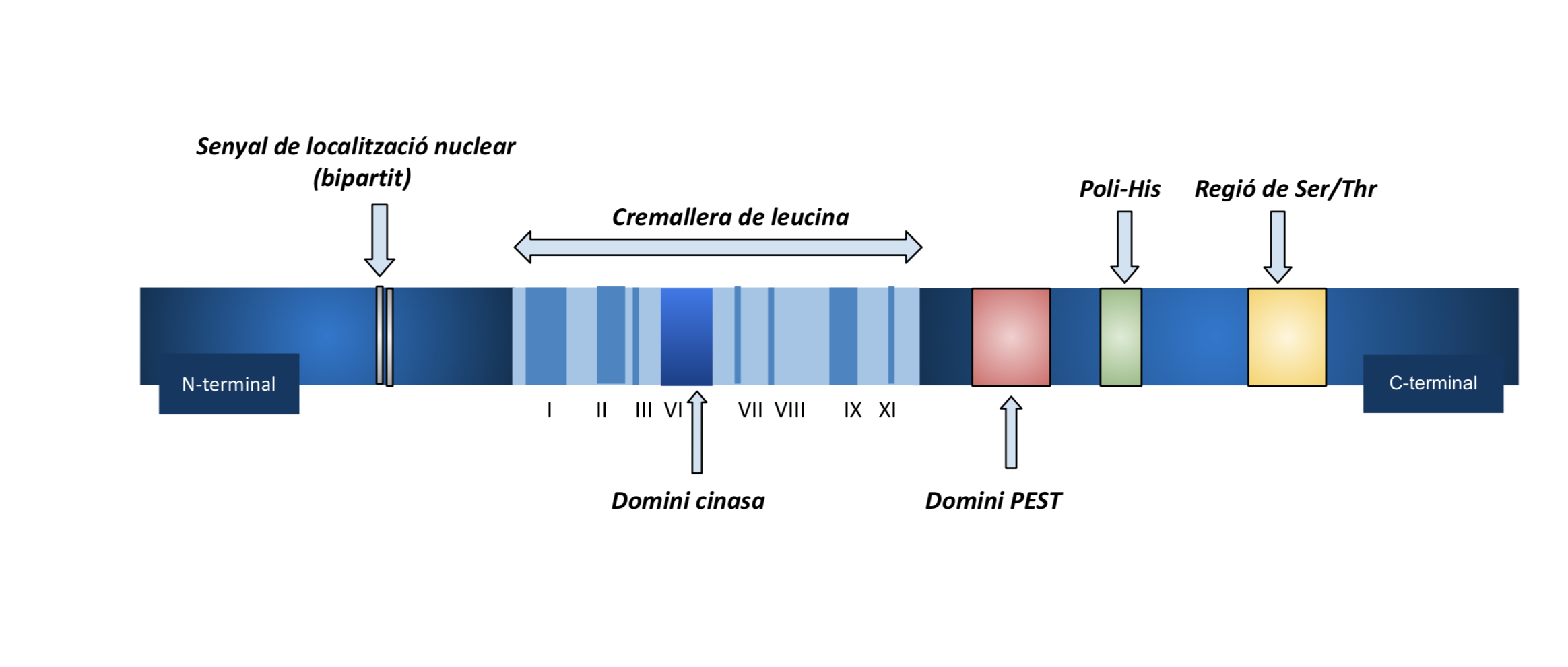
Anàlisi de l'estructura primària de la proteïna Dyrk1A

Altres dominis descrits en l'estructura proteica de DYRK1A són un senyal de localització nuclear bipartit en l'extrem N-terminal (entre els aminoàcids 117-134) i un domini PEST (format per Prolina, Glutàmic (E), Serina i Treonina) situat en l'extrem C-terminal. El domini PEST és ric en residus de serina i treonina i és comú en proteïnes que requereixen un sistema de degradació ràpida. També hi ha una regió amb repetició d'histidines (entre els aminoàcids 607 i 619) que funciona com un senyal de direccionament cap al compartiment on s'acumulen els factors de splicing (SFC, Splicing Factor Compartment) o "nuclear speckles". Finalment, s'ha descrit una regió rica en residus de serina i treonina (entre els aminoàcids 659 i 672).

### Interaccions
S’ha comprovat que DYRK1A té interaccions amb la proteïna WDR68, que en els humans està codificada pel gen DCAF7.
DYRK1A també té una interacció amb la proteïna DREAM, una proteïna multifuncional que conté calci i que s’expressa principalment al còrtex. Al nucli, DREAM s’uneix als dominis DRE (Downstream Regulatory Element) per reprimir la transcripció de gens específics. S’ha comprovat que un dels possibles mecanismes que utilitza DYRK1A per participar en els processos neurodegeneratius és a través de la regulació de transcripcions.

## Importància clínica
La proteïna DYRK1A està molt present en el sistema nerviós i involucrada en processos biològics de desenvolupament neuronal. Algunes de les seves funcions són la fosforilació de substrats, com factors de transcripció i proteïnes sinàptiques. És deguda a la seva rellevància en el sistema nerviós central i, sobre tot, en els sistemes de transducció de senyals, que les alteracions d'aquesta proteïna estiguin implicades en diverses malalties.

### Síndrome de Down

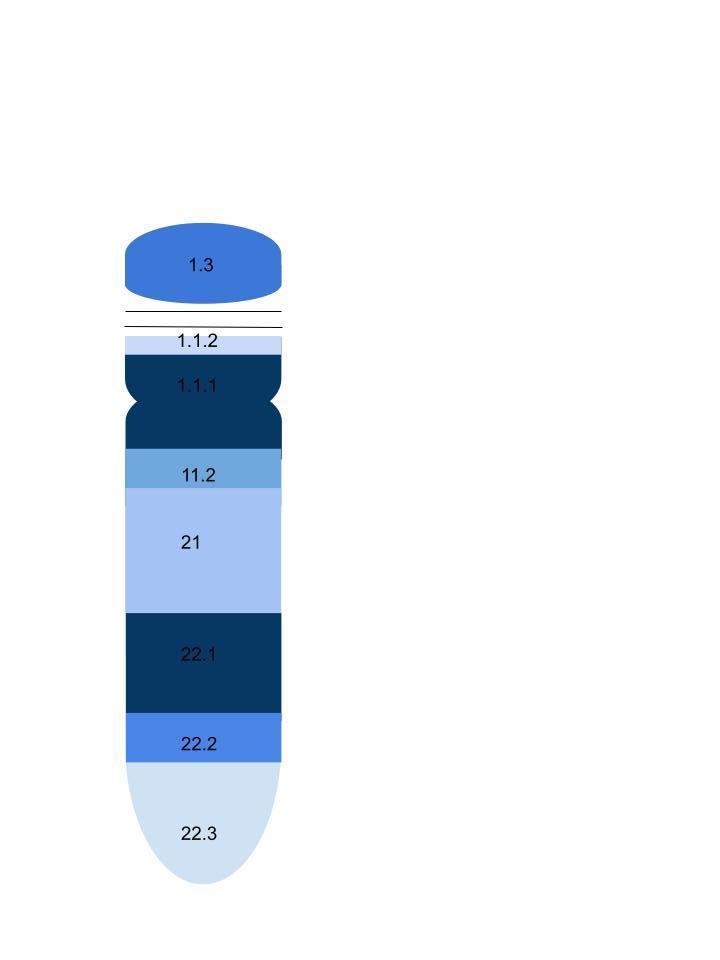
El gen DYRK1A està situat en el cromosoma 21, concretament en la regió 22.2.

En primer lloc, segons recents estudis en els que s'ha analitzat la funcionalitat neuronal, s'ha determinat que la proteïna DYRK1A, la qual es troba en el cromosoma 21, està relacionada amb el síndrome de Down. La malaltia és causada per una mutació, la qual comporta una trisomia en el cromosoma 21. Aquesta causa malformacions en les terminacions neuronals, les quals provoquen que les persones que la pateixen no desenvolupin unes habilitats cognitives normals.
S'ha comprovat que una sobreexpressió del gen que codifica aquesta proteïna, el gen DYRK1A, produeix una morfologia dendrítica semblant a la que produeix el síndrome de Down. Això resulta en una alteració de les capacitats cognitives, impedint el correcte desenvolupament de les connexions sinàptiques i reduint l'activitat de les neurones.

### Trastorn de l'Espectre Autista
En segon lloc, una altra malaltia a la que es troba associada aquesta proteïna és el Trastorn de l’Espectre Autista (TEA), caracteritzada per dificultats en la comunicació i un comportament social anormal, sovint amb interessos restringits i patrons repetitius. Aquesta patologia sorgeix a causa de la prevalença genètica juntament amb factors mediambientals i, de la mateixa forma que amb el Síndrome de Down, afecta a les connexions neuronals.

### Altres
Finalment, hi ha estudis que demostren que DYRK1A està relacionat amb un gran percentatge de gliomes, sobretot en oligodendrogliomes i glioblastomes. S’ha verificat que si hi ha una baixada dels nivells de DYRK1A, es redueix la quantitat d’EGFR, un receptor de creixement epidèrmic, ja que promou la seva degradació.